# Вараха-пурана

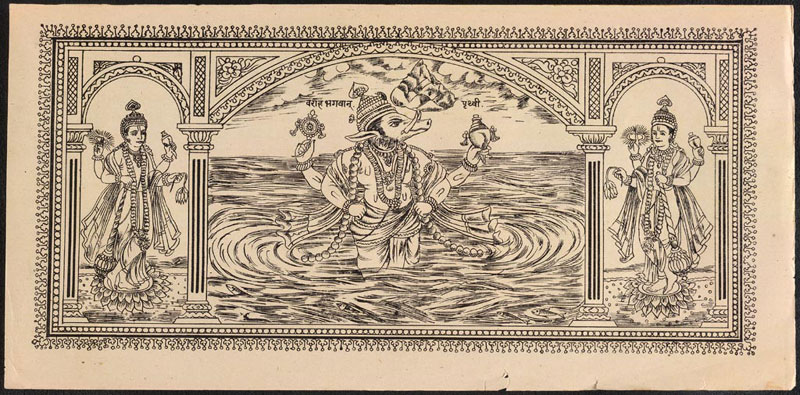
Ілюстрація до «Вараха-пурана» (1923)

«Вара́ха-пура́на» (санскрит: वराह पुराण) — священний текст індуїзму на санскриті, одна з вісімнадцяти основних Пуран (званих «махапуранами»). У «Вараха-пурані» описуються діяння однієї з десяти основних аватар Вішну — Варахи . Опубліковане видання цієї Пурани містить 218 глав. Вони побудовані у формі бесіди між Варахою та Дхарані (Землею). Питання Дхарані до Бога мають дуже широкий обсяг: від ритуалів і процедур проведення свят до питань про створення, підтримку та руйнування світу. Пурана містить численні міфологічні історії індійського пантеону богів, у тому числі і главу про народження Ганеші, про подвиги богині Дургі і, природно, багато місця приділено поклонінню Вішну, аватаром котрого і є сам Вараха